# Dürrlauingen
Dürrlauingen település Németországban, azon belül Bajorországban. Lakosainak száma 1711 fő (2023. december 31.). Dürrlauingen Burgau, Offingen és Rettenbach községekkel határos.

## Népesség
A település népessége az elmúlt években az alábbi módon változott:
| Lakosok száma | 423  | 1016 | 1136 | 1862 | 1573 | 1583 | 1630 | 1624 | 1650 | 1711 |
|               | 1875 | 1950 | 1975 | 1987 | 2012 | 2014 | 2016 | 2017 | 2021 | 2023 |